# Poison Ivy (guitarrista)
Poison Ivy (nome artístico de Kristy Marlana Wallace; San Bernardino, California, 20 de fevereiro de 1953) é uma guitarrista e cantora estadunidense, co-fundadora da banda The Cramps.
Conheceu Lux Interior em Sacramento em 1972, supostamente enquanto ela viajava de carona. O casal fundou a banda e se mudou da Califórnia para Ohio em 1973, e depois para Nova York em 1975, onde se tornaram parte do crescente cenário punk. Foram casados por 37 anos, até a morte de Lux em 4 de fevereiro de 2009.

## Créditos como compositora
| Canção                               | Gravada por                                                             | Data             |
| ------------------------------------ | ----------------------------------------------------------------------- | ---------------- |
| "Human Fly"                          | The Cramps (versão original) regravada por Crestfallen e Nouvelle Vague | novembro de 1978 |
| "New Kind of Kick"                   | The Cramps (versão original) regravada por The Jesus and Mary Chain     | novembro de 1981 |
| "The Most Exalted Potentate of Love" | The Cramps (versão original) regravada por Queens of the Stone Age      | novembro de 1983 |